# Wartrace
Wartrace est une ville du comté de Bedford, dans le Tennessee, aux États-Unis. La population était de 548 au recensement de 2000, et 651 au recensement de 2010. Elle est située au nord-est de Shelbyville. Le centre-ville est inscrit sur le Registre national des lieux historiques sous le nom de Wartrace Historic District.
Wartrace est une plaque tournante de l'industrie du Tennessee Walker, et a été surnommé le « berceau du Tennessee Walking Horse ». Le Wartrace Horse Show s'y tient chaque année depuis 1906. Le Tennessee Walking Horse National Museum a ouvert dans le centre-ville de Wartrace en 2012.